# Fenómeno meteorológico extremo

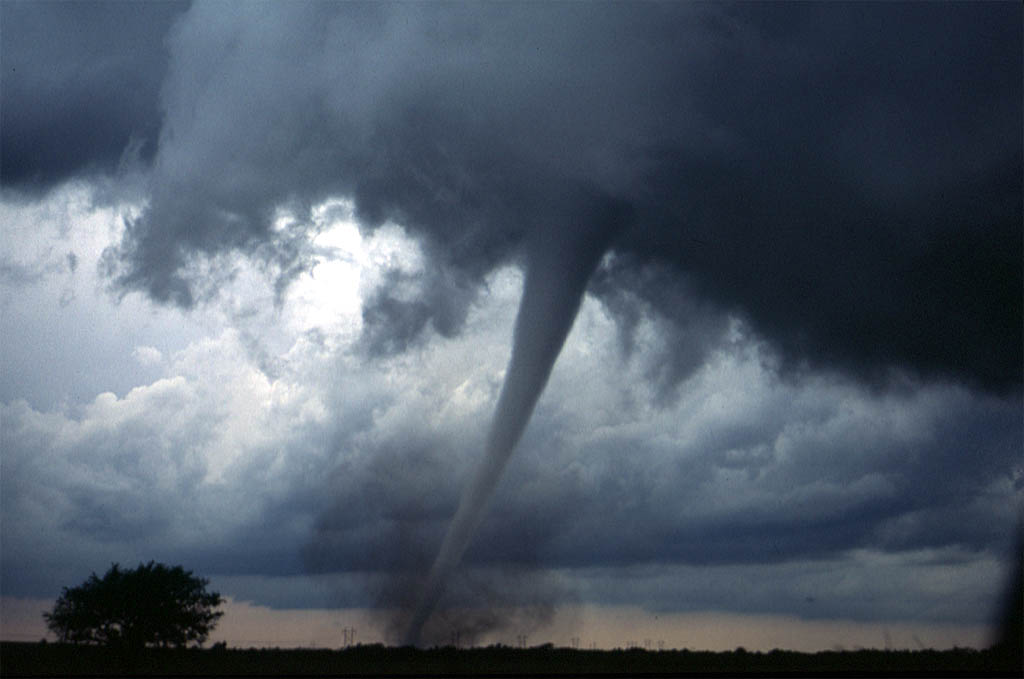
Un tornado que golpeó Anadarko (Estados Unidos) durante una ola de tornados en 1999.

Los fenómenos meteorológicos extremos incluyen fenómenos inusuales, lluvias y muchas cataratas severas o impropios de la estación; tiempo en los extremos de la distribución histórica (rango observado en el pasado). A menudo los acontecimientos extremos están basados en el registro meteorológico de una localización y definidos como ubicado en el diez por ciento más inusual. En años recientes algunos eventos extremos han sido atribuidos al calentamiento global antropogénico, con estudios que indican una amenaza creciente de fenómenos extremos en el futuro.

## Anotación
De acuerdo con estimaciones del IPCC (2011), de las pérdidas anuales han variado desde 1980 desde unos pocos millardos y arriba de US$200 millardos (en dólares de 2010), con el mayor valor para 2005 (el año del Huracán Katrina). Las pérdidas globales de desastres meteorológicos informado en las últimas décadas reflejan mayormante los daños directos calculados a bienes inmuebles y están distribuidos desigualmente. El límite inferior de las estimaciones de pérdidas está infravalorado debido a que muchos impactos, tales como la pérdida de vidas humanas, el patrimonio cultural y servicios ambientales, son difíciles de evaluar y valorizar y por lo tanto están pobremente reflejados en las estimaciones de pérdidas.

## Temperaturas extremas

### Olas de calor

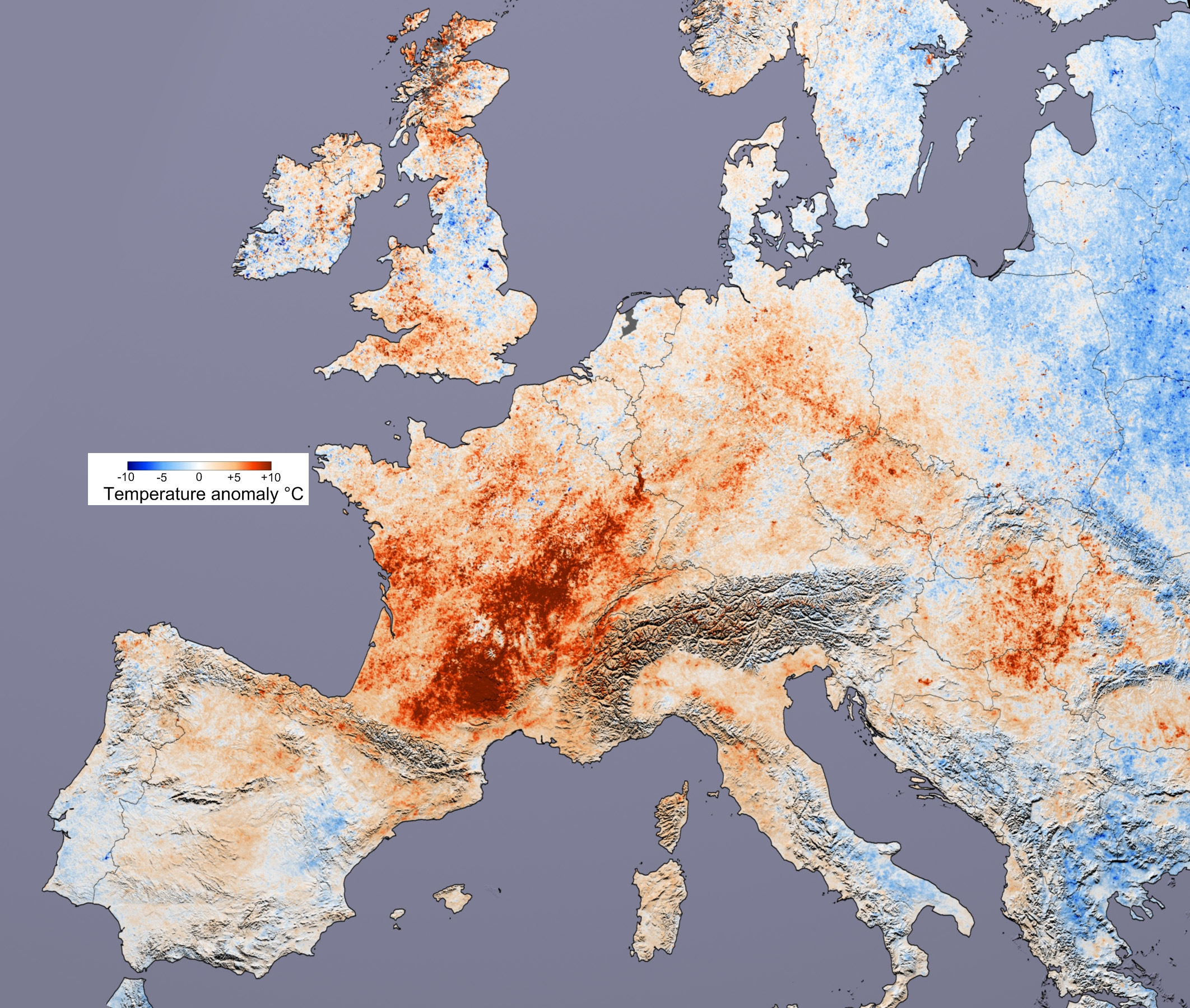
Ola de calor en Europa de 2003.

Una ola de calor es un período de temperaturas secas y temperaturas bochornosas anormalmente altas. Sus definiciones varían debido a las variaciones térmicas en las diversas ubicaciones geográficas. El calor excesivo a menudo está acompañado por altos niveles de humedad, pero también pueden ser catastróficamente secas.
El que las olas de calor no sean visibles como otras formas de fenómenos severos, como los huracanes, los tornados y tormentas, hace de ellas una de las formas menos conocidas de fenómenos extremos. Olas de calor severas pueden dañar las poblaciones y cultivos debido a su potencial de deshidratación e hipertermia, calambre térmicos, dilatación térmica e infarto de calor. La tierra seca es más susceptible a la erosión, lo que disminuye el suelo disponible para la agricultura. Los brotes de incendios forestales aumentan en frecuencia ya que la vegetación seca es más susceptible a la ignición. La evaporación de los cuerpos de agua pueden ser devastador para las poblaciones marinas, lo que disminuye el tamaño de los hábitats disponibles además de la cantidad de alimento presente en las aguas. También puede disminuir el ganado y otras poblaciones animales.
Durante el calor excesivo las plantas cierran los poros de sus hojas (estomas), un mecanismo protector para conservar el agua pero también limita la capacidad de absorción. De este modo dejan más polución y ozono en el aire, lo que lleva a una mayor mortalidad en la población. Se ha estimado que la polución durante el verano caluroso de 2006 en Reino Unido costó 460 vidas. Se estima que las olas de calor del verano europeo de 2003 causaron 30 000 muertes adicionales, debido al estrés térmico y la polución aérea.
Las áreas afectadas por olas de calor también pueden sufrir apagones debido al aumento en la demanda de electricidad (por ejemplo, por el mayor uso del aire acondicionado) El efecto de isla de calor pueden incrementar las temperaturas, especialmente durante la noche.

### Olas de frío

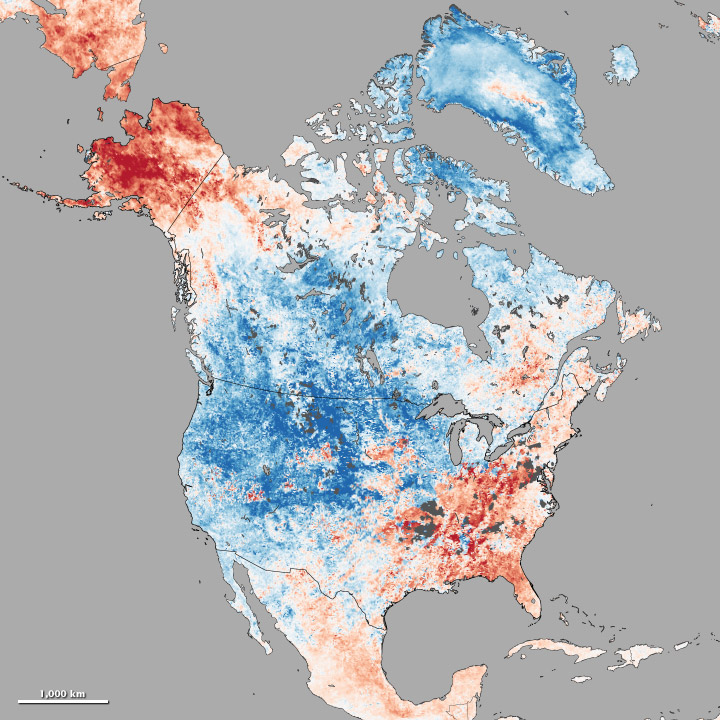
Ola de frío en Norteamérica desde el 3 al 10 de diciembre de 2013. El color rojo significa por encima de la temperatura media y el azul por debajo de ella.

Una ola de frío es un fenómeno meteorológico que se caracteriza por un enfriamiento del aire. Concretamente, como es usado por el U.S. National Weather Service, es una rápida caída en la temperatura dentro de un periodo de 24 horas que requiere sustancial protección adicional a la agricultura, industria, comercio y actividades sociales. Sus criterios precisos están determinados por el índice de enfriamiento y su nivel inferior de caída. Esta temperatura mínima depende de la región geográfica y el tiempo del año. Las olas de frío generalmente son capaces de ocurrir en cualquier ubicación geográfica y se forman por grandes masas de aire helado que se acumula sobre ciertas regiones, creadas por los movimientos de las corrientes aéreas.
Una ola de frío puede causar muerte y daño al ganado y la fauna. La exposición al frío obliga una mayor ingesta calórica a los animales, incluidos los humanos, y si una ola de frío va acompañada de una nieva fuerte y persistente, los animales de pastoreo pueden ser incapaces de alcanzar el alimento y agua necesarias y morir de hipotermia o hambruna. Las olas de frío a menudo requieren la compra de forraje para el ganado a un costo considerable para los granjeros. Las poblaciones humanas pueden ser afectadas por congelamiento cuando son expuestas a largos periodos al frío y puede resultar en la pérdida de las extremidades o daño en los órganos internos.
El frío invernal extremo a menudo hace que tuberías insuficientemente aisladas se congelen. Incluso la fontanería interior puede romperse ya que el agua congelada se expande en su interior causándole daño. El fuego, paradójicamente, se vuelve más peligroso durante el frío extremo. La red de agua puede romperse y peligrar la integridad de los suministros de agua, lo que hace más difícil la extinción de incendios.
Las olas de frío pueden traer congelamientos y escarcha durante el la temporada de crecimiento en latitudes medias pueden matar la siembra durante las primeras y más vulnerables etapas del desarrollo. Esto resulta en la imposibilidad de su cosecha y el fracaso de los cultivos. Tales olas de frío han causado hambrunas. Además pueden hacer que las partículas del suelo se endurezcan y se congelen, lo que dificulta el crecimiento de las plantas y la vegetación en dichas áreas. Un fenómeno extremo fue el llamado "Año sin verano de 1816", uno de varios años de la década de 1810 en que se perdieron numerosos cultivos durante un raro caso de ola de frío estival tras la reducción de la radiación solar a causa de erupciones volcánicas.

## Cambio climático
Los modelos climáticos y las tendencias observadas muestran que con el calentamiento global el planeta experimentará más fenómenos extremos. Los récord térmicos altos sobrepasan a los bajos y algunos tipos de eventos extremos, como calor extremo, precipitación intensa y sequía, se han vuelto más frecuentes y severos en las décadas recientes. Algunos estudios trazan una conexión entre la rápida alza de las temperaturas árticas y la consiguiente desaparición de la criósfera con los fenómenos extremos en las latitudes medias.

### Estrés térmico
El límite máximo de estrés térmico al que los humanos pueden adaptarse se ha puesto en duda con un aumento de 7 °C, cuantificado por la temperatura húmeda. Regiones enteras de la Tierra podrían perder su habitabilidad.

### Ciclones tropicales
Existe un debate en curso sobre el posible incremento de los ciclones tropicales como un efecto del calentamiento global. Sin embargo, el informe especial SREX del IPCC (2012) afirma que «hay poca seguridad en cualquier incremento observado a largo plazo (es decir, 40 años o más) en la actividad de los ciclones tropicales (esto es, intensidad, frecuencia, duración), después de considerar los últimos cambios en la capacidad de observación».
Los aumentos en la densidad de población incrementan el número de personas afectadas y lesionadas debido a un evento de una severidad determinada. La Organización Mundial de Meteorología y la Agencia de Protección Ambiental (Estados Unidos) (U.S. Environmental Protection Agency) han relacionado el alza en los fenómenos meteorológicos extremos con el calentamiento global, mientras que Hoyos et al. (2006) señala que el incremento en el número de huracanes de categoría 4 y 5 está directamente relacionado con las temperaturas en aumento. Similarmente, Kerry Emanuel escribió en Nature que el poder de disipación de un huracán está fuertemente correlacionado con la temperatura, reflejo del calentamiento global.
La modelación de huracanes ha producido resultados simulares y ha descubierto que los huracanes, simulados bajo condiciones más cálidas y mayor CO2, son más intensos que en las condiciones actuales. Thomas Knutson y Robert E. Tuleya del NOAA afirmaron en 2004 que el calentamiento inducido por los gases de efecto invernadero podía conducir a una mayor ocurrencia de tormentas devastadoras de categoría 5. Vecchi y Soden hallaron que la cizalladura del viento, cuyo aumento actual inhibe los ciclones tropicales, también cambie en los modelos con proyecciones del calentamiento global. Existe un incremento proyectado en la cizalladura en el Atlántico tropical y en el Pacífico Oriental asociado con la desaceleración de la circulación de Walker, además de disminución de la cizalladura en el Pacífico Central y Occidental. Dicho estudio no se pronuncia respecto al efecto neto en los huracanes del Atlántico y en el Pacífico Oriental en las atmósferas más cálidas y húmedas y los incrementos proyectados en la cizalladura en el Atlántico.